# Zanclognatha marcidilinea
Zanclognatha marcidilinea là một loài bướm đêm thuộc họ Noctuidae. Nó được tìm thấy ở Nova Scotia tới Missouri, phía nam đến Florida và Arkansas.
Sải cánh dài khoảng 28 mm. Con trưởng thành bay từ tháng 4 đến tháng 7.
Ấu trùng có lẽ ăn dead leaves, bao gồm lá cây gòn.